# Trichohippopsis magna
Trichohippopsis magna är en skalbaggsart som beskrevs av Martins och Carvalho 1983. Trichohippopsis magna ingår i släktet Trichohippopsis och familjen långhorningar. Inga underarter finns listade i Catalogue of Life.